# José Meira de Vasconcelos
José Meira de Vasconcelos (Sousa, 24 de abril de 1878 - Rio de Janeiro, 8 de novembro de 1958) foi um general-de-divisão brasileiro.

## Carreira militar
Iniciou sua carreira militar, em fevereiro de 1895, como praça de pré; categoria inferior da hierarquia militar. Todavia, deu baixa do serviço militar no mês seguinte, alistando-se novamente em fevereiro de 1896. Tornou-se alferes aluno em fevereiro de 1902. Na Arma da Cavalaria, foi promovido a segundo-tenente em 1907 e a primeiro-tenente em 1909.
Em 1917 tornou-se capitão e assumiu o comando de um esquadrão no estado do Rio Grande do Sul; inscreve-se curso na Escola de Estado-Maior em 1920. Obtém a patente de major em 1922.
Meira de Vasconcelos, durante a Revolta Paulista de 1924 (também conhecida como Segundo 5 de Julho), entre 1924 e 1925, participou no estado do Paraná no combate aos revoltosos. Tal movimento revoltoso buscava depor o então presidente Artur Bernardes e era liderado pelo general Isidoro Dias Lopes.
Meira de Vasconcelos alcançou a patente de tenente-coronel em 1926 e, depois de chefiar o gabinete do general Augusto Tasso Fragoso, foi promovido a coronel em 1928, assumindo em seguida o comando da Brigada de Cavalaria do Rio Grande do Sul.
Durante a Revolução de 1930, encontrava-se em Bagé e tinha conhecimento das articulações que se processavam para depor o presidente Washington Luís. Em 1934 fez parte do órgão divulgador da doutrina da Ação Integralista Brasileira chamado de A Ofensiva. Ainda neste ano foi promovido a general-de-brigada.
Comandou a Escola Militar do Realengo entre 7 de agosto de 1934 e 18 de julho de 1935.
Após os acontecimentos da Intentona Comunista, no final do ano de 1935, houve uma reunião de generais realizada no Rio de Janeiro em conseqüência do levante comunista ocorrido, reunião da qual Meira de Vasconcelos participou. O objetivo era o exame da situação pela qual passava o país, bem como a discussão da insuficiência, para punir os revoltosos, das leis repressivas existentes. Nessa reunião, Meira de Vasconcelos opinou no sentido de que fosse dada ao governo, durante curto prazo, uma lei de exceção para punir com severidade os responsáveis pelo levante. Também sugeriu que a Constituição recebesse emendas de forma a prever medidas rigorosas de repressão aos que atentassem contra a segurança nacional. Como os demais presentes, apoiou o ministro da Guerra para que agisse junto aos poderes competentes no sentido de punir os atos praticados o mais rapidamente possível e com base em penas superiores às previstas na legislação então vigente. Além dos generais João Gomes Ribeiro Filho (Ministro da Guerra), Pedro Aurélio de Góis Monteiro (chefe do Estado-Maior do Exército) e Eurico Gaspar Dutra (comandante da 1ª Região Militar), toda a alta cúpula do Exército Brasileiro estava presente.
Em agosto de 1937, em Curitiba, substituiu no comando da 5.ª Região Militar o general João Guedes da Fontoura, afastado do posto devido ao seu apoio à candidatura do oposicionista Armando de Sales Oliveira à sucessão presidencial. Ainda no Paraná, destacou-se na defesa da nacionalização e naturalização dos imigrantes curitibanos e do interior do estado paranaense, bem como a de seus descendentes. Representou o Brasil nas celebrações pelo aniversário de independência da República da Argentina
Foi promovido a general-de-divisão em 1938 e designado para comandar a 1.ª Região Militar, sediada no Rio de Janeiro. Exerceu essa cargo entre 15 de julho de 1938 e 12 de junho de 1939.
Em 1939, assumiu a presidência do Clube Militar, onde teve seu mandato prorrogado por mais três anos, deixando o cargo apenas em 1944.
Meira de Vasconcelos também chefiou a 2ª Subseção do Estado-Maior do Exército e comandou a 8.ª Região Militar, sediada em Belém.
Em 1942, quando foi transferido para a reserva, ocupava o posto de inspetor do 1º Grupo de Regiões Militares.
Acometido por uma broncopneumonia, faleceu em 8 de novembro de 1958 na Clínica São Vicente, no bairro carioca da Gávea e foi sepultado no Cemitério de São João Batista.
Foi casado com Helena Meira de Vasconcelos.